# Bataille d'Eylau
Pour les articles homonymes, voir Eylau.
Quatrième Coalition
Batailles
- Cap-Vert (navale)
- San Domingo (navale)
- Río de la Plata
- Pornichet (navale)

- Raguse
- Castel-Nuovo

Campagne de Prusse (1806)
- Schleiz
- Saalfeld
- Auerstaedt
- Iéna
- Halle
- Magdebourg
- Prentzlow
- Stettin
- Lübeck
- Glogau
- Golymin
- Pułtusk
- Stralsund

Campagne de Pologne (1807)
- Eylau
- Ostrołęka
- Colberg
- Dantzig
- Guttstadt
- Heilsberg
- Friedland

La bataille d'Eylau a eu lieu les 7 et 8 février 1807 à Preußisch Eylau (de nos jours Bagrationovsk) dans le nord de la Prusse-Orientale (actuel oblast de Kaliningrad), entre les forces de l’Empire russe, soutenues par celles du royaume de Prusse, et l’Empire français.
Ce dernier, à l'issue de la bataille, remporte ce qui s'avère être une victoire arrachée au prix de lourdes pertes.
Napoléon Ier reste maître du terrain mais n'obtient pas la victoire décisive qu’il attendait.

## Prélude
Les Prussiens ayant été écrasés à Iéna et Auerstaedt, le général russe Bennigsen, à qui le tsar Alexandre Ier avait envoyé 60 000 hommes en soutien, se trouve dès lors obligé de temporiser en attendant des renforts patriotes, sous les ordres de son éminence le général Buxhovden. Sans faire jonction avec le corps d'armée prussien du général Lestocq survivant, armée coalisée, mais pas alliée, il se replie dès lors sur la ville d'Ostrołęka en Pologne.
L'Empereur Napoléon Ier, irrité de la reprise des hostilités par la Russie — qu’il croyait avoir relativement épargnée lors de la paix de Presbourg — franchit la Vistule et tente alors d’envelopper la retraite des Russes par un mouvement de sa gauche qui échoue du fait des conditions atmosphériques et ne provoque que des combats d’arrière-garde à Pułtusk et à Golymin (26 décembre 1806).
À l'arrivée des renforts russes, 50 000 hommes avec le général Frédéric de Buxhoeveden et 30 000 de la Garde impériale russe, Bennigsen dispose de 140 000 hommes en Pologne et se résout à passer à l’offensive en attaquant le corps du maréchal Bernadotte situé au nord du dispositif français et après l’avoir défait, à s’engager dans les arrières des Français. Cependant Bernadotte réagit promptement en prenant l’offensive à Mohrungen (en), le 25 janvier 1807, ce qui permet de dégager son corps d'armée, face à des forces deux fois supérieures en nombre.

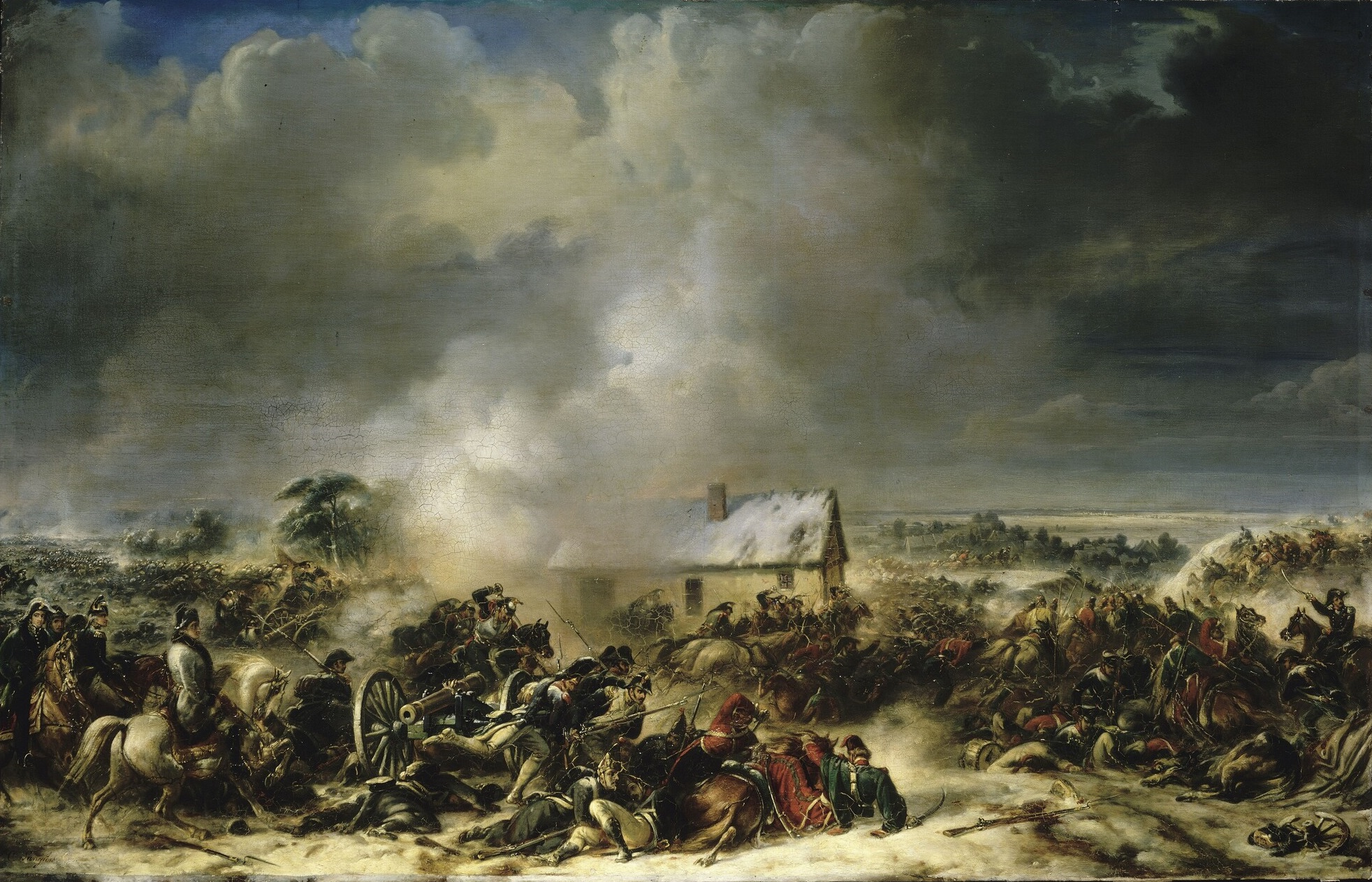
Bataille de Hoff, 6 février 1807 (Jean-Charles Langlois, avant 1849).

Napoléon, averti, lui ordonne ainsi qu’à Ney de se replier plus en arrière, pensant attirer Bennigsen pour le prendre de flanc et l’adosser à la Baltique. Mais la prise d’un courrier français met celui-ci au courant du piège tendu et le pousse à nouveau à la retraite. Napoléon décide alors de le contraindre à la bataille générale en marchant directement vers Königsberg où il sait que se trouve la majorité des approvisionnements russes. Bennigsen, après deux combats d’arrière-garde à Hoff et Heilsberg le 6 février, est acculé et choisit le village de Preussisch-Eylau pour tenter de l’arrêter.

## Déroulement

### Le 7 février
Arrivés vers 14 heures, Soult et Murat attaquent l’avant-garde russe commandée par Bagration, située à l’ouest sur la route de Lansberg et dans le village même. Les premières attaques menées par les brigades Schiner et Vivies, sur la droite à travers les bois, et les brigades Levasseur et Essards, au centre, à travers le lac gelé, se font sèchement repousser. Mais l’arrivée de la division Leval et du corps d’Augereau qui menacent d’envelopper par la gauche, contraint les Russes à se replier sur le village et en début de soirée  la division Legrand appuyée par celles de Saint-Hilaire et de Leval arrache le village aux Russes lors d’un corps à corps où se distingue la brigade Essards. Bagration, battu, recule sur la gauche des positions qu’occupait son général en chef, sur les hauteurs à l’est du village. Napoléon, arrivé à 23 heures à Eylau, ne dispose que de 46 000 hommes et 300 canons, le corps de Davout, et celui de Ney étant encore respectivement, à 18 km au sud et 30 km au nord tandis que celui de Bernadotte est encore plus éloigné. Face à lui, Bennigsen a 80 000 hommes appuyés par 400 pièces ; il décide néanmoins de commencer la bataille le lendemain.

### Le 8 février
Dès sept heures, l’artillerie russe, répartie en trois grandes batteries, pilonne les positions de Soult et le village.
Rapidement l’artillerie française répond, provoquant un gigantesque duel que les troupes des deux camps, qui n'ont pas mangé et ont dormi sans feu, subissent pendant deux heures.
À neuf heures Davout arrive, et attaque immédiatement par le sud, mais son infériorité numérique, malgré les succès initiaux, le met en difficulté ; l’Empereur pousse donc le corps d’Augereau et la division de Saint-Hilaire pour l’appuyer. Mais, aveuglées par la neige, les colonnes de ceux-ci se présentent de flanc contre la batterie centrale russe et se font décimer ; le général de division Desjardins est tué, le maréchal Augereau et le général Heudelet sont blessés. Écrasée par une grêle de mitraille et de boulets, la division perd alors près de 900 hommes en quelques minutes, tués net.

#### L'anéantissement du14ede ligne
Le 14e régiment d'infanterie, d'abord meurtri par l'artillerie ennemie, est ensuite encerclé et anéanti par les charges successives russes, sous les yeux mêmes de Napoléon. Cet épisode fut rendu célèbre dans les mémoires du général de Marbot, alors capitaine et aide de camp du Maréchal Augereau au moment de la bataille. Les débris du 14e de ligne, alors formés en carré sur un monticule, résistent aux assauts furieux de l'ennemi, et agitent leur aigle pour indiquer qu'ils tiennent toujours, tout en demandant assistance.
L'Empereur, ému par leur courage, demande à Augereau d'envoyer vers eux un officier leur ordonnant de quitter le monticule, de se former en carré pour rejoindre les positions françaises, tandis qu'une brigade de cavalerie se dirigerait vers eux pour soutenir leurs efforts. C'est le capitaine Marbot qui s'élance. Il parvient miraculeusement à passer à travers une nuée de cosaques russes, et à atteindre le chef de bataillon pour lui transmettre l'ordre de l'Empereur. Le chef de bataillon, voyant une colonne de grenadiers russes se diriger vers ses soldats et l'artillerie menacer de les exterminer s'ils quittaient leur monticule, demande à Marbot de sauver l'aigle du régiment plutôt que de la voir tomber aux mains de l'ennemi. Il déclare :

« Je ne vois aucun moyen de sauver le régiment. Retournez vers l'Empereur, faites-lui les adieux du 14ème de ligne qui a fidèlement exécuté ses ordres, et portez-lui l'aigle qu'il nous avait donnée et que nous ne pouvons plus défendre, il serait trop pénible en mourant de la voir tomber aux mains des ennemis. »

Marbot s'élance alors vers les lignes françaises, l'aigle du 14e de ligne sous son manteau ; il sera blessé dans la mêlée qui suivra et un boulet transpercera son chapeau.

#### L'Empereur fait donner la Garde

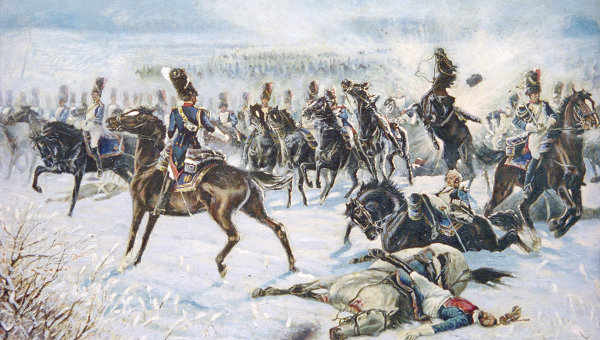
Les grenadiers à cheval de la Garde à Eylau, par Malespina, 1807.

La contre-attaque générale lancée par la garde impériale russe, la cavalerie et la division du général Andreï Somov vise alors à couper les Français en deux au niveau du village en profitant de la brèche créée. Napoléon, alors dans le cimetière d'Eylau, ne recule pas et fait donner la Garde (une première dans l'histoire du Premier Empire). La Vieille Garde reçoit l'ordre de ne pas tirer mais de charger à la baïonnette.
Électrisés par la présence de leur Empereur, les grenadiers de Dorsenne et les chasseurs à cheval du général Dahlmann stoppent net la colonne russe de grenadiers qui vise le cimetière dans un titanesque corps à corps à l’arme blanche ; c'est l'une des rares batailles où l'infanterie de la Garde impériale intervient.

#### La plus grande charge de cavalerie de l'Histoire
Napoléon provoque ensuite Murat : « Nous laisseras-tu dévorer par ces gens-là ? » En réponse, Murat commande une énorme charge de toute la cavalerie française disponible, soit 12 000 hommes, l'une des plus grandes charges de cavalerie de l'Histoire. Celle-ci sabre, à l’aller et au retour, les deux divisions que Bennigsen avait engagées dans l’exploitation de l’anéantissement des troupes d’Augereau, rétablissant la situation.
Cet épisode a été rendu célèbre par l'action de Louis Lepic, alors colonel-major des grenadiers à cheval de la Garde impériale. Lorsque la contre-attaque russe se rapproche du cimetière, le régiment s'y trouve avec la Garde impériale, au plus près de l'Empereur. Les boulets russes tombent de toutes parts, renversant hommes et bêtes. Lepic harangue ses hommes et leur ordonne de rester en position malgré le feu nourri en ces termes qui le rendront célèbre : « Haut les têtes, la mitraille, c'est pas de la merde ! »
Un instant plus tard, alors que son régiment est engagé dans la charge du maréchal Murat, lui et ses grenadiers à cheval culbutent une ligne d'infanterie russe, s'emparent d'une batterie d'artillerie, et, continuant dans leur élan, se retrouvent encerclés au milieu des lignes russes. Alors qu'un officier russe leur propose de se rendre, Lepic répond à la proposition en ces termes, en désignant ses grenadiers : « Regardez ces figures, et dites-moi si elles ont l'air de vouloir se rendre ! » Puis, s'adressant, à ses hommes, il leur dit : « Amis, il faut vaincre ou mourir aujourd'hui, nous avons trois lignes d'infanterie à renverser. Beaucoup d'entre nous y resteront sans doute ; mais dût-il n'en retourner qu'un seul pour porter la nouvelle, l'honneur du corps et celui de notre étendard seront saufs. »
La charge est alors relancée, colonne serrée par pelotons, parvenant à percer les trois lignes russes successives et à revenir vers les lignes françaises. Mais ces derniers, les prenant pour des cavaliers ennemis, déchargent leurs fusils sur eux et tuent deux grenadiers dans un tir fratricide. L'Empereur croyant le régiment et son chef de corps perdu, manifeste toute sa satisfaction à Lepic en le nommant général de brigade.
S'ensuit cet échange entre les deux hommes, Napoléon le saluant par le nouveau grade qu'il vient de lui conférer : « Je vous croyais pris, général, et j'en avais une peine très vive. » Ce à quoi répond Lepic : « Sire, vous n'apprendrez jamais que ma mort ! »

##### Le repli russe
Le combat reste indécis toute l’après-midi, malgré l’apparition du Prussien Lestocq et de ses 10 000 hommes attaquant la droite de Davout, qui est contrebalancée par l’arrivée de Ney et de ses 8 000 hommes.
À la nuit tombée, les troupes russes sont à court de munitions et sans réserves, et Benningsen décide, contre l’avis de Knorring, Osterman et Lestocq, de se replier vers Königsberg.

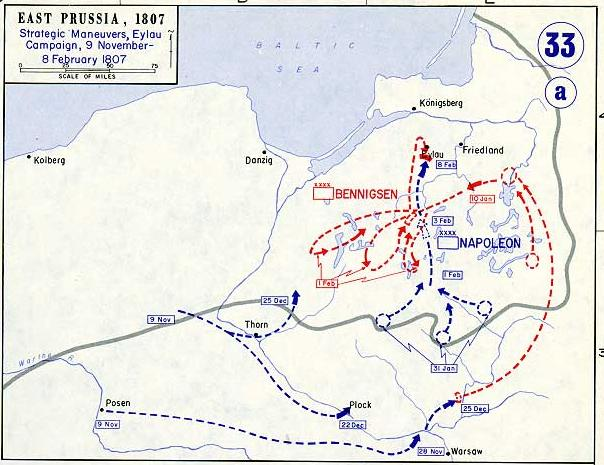
Carte de la bataille d'Eylau.

## Épilogue
La victoire française est réelle dans la mesure où Napoléon reste maître du terrain, mais elle a coûté fort cher : dix mille tués ou blessés chez les Français, douze mille morts et quatorze mille blessés, dont beaucoup mourront faute de soins, chez les Russes. Le lendemain matin, Ney s'exclama en parcourant le champ de bataille à cheval : « Quel massacre ! Et tout cela pour rien ! ».
- Le corps d’Augereau est quasiment détruit, les autres corps sont très entamés.
  - Le maréchal Pierre Augereau est blessé grièvement et doit rentrer en France.
- Plusieurs généraux de grande valeur sont perdus :
  - général de division Jacques Jardin, dit Desjardin ;
  - général de division Jean Joseph Ange d'Hautpoul (malgré une cuisse brisée et l’avis de Dominique Larrey, il refuse l’amputation et meurt le 14 février) ;
  - général de division Nicolas Dahlmann ;
  - général de brigade Louis François Binot ;
  - général de brigade Pierre-Charles Lochet ;
  - général de brigade Louis-Prix Varé ;
  - général de brigade Joseph Alphonse de Bonnet d'Honnières ;
  - l’aide de camp de Napoléon, Claude Corbineau[9].

Napoléon, très affecté par les pertes subies, et contrairement à son habitude, restera huit jours sur le champ de bataille pour superviser les secours aux blessés. Il se retire le soir même de la bataille au château de Finckenstein, non loin de Preußisch Eylau. Il déclare : « Cette boucherie passerait l'envie à tous les princes de la Terre de faire la guerre. ». L'empereur réunit alors une sorte de conseil où il demande l'avis de ses maréchaux pour établir la conduite à suivre. Contrairement à l'avis de Ney et Murat, il suit l'avis de Soult qui lui conseille de se retirer derrière la Passarge.
Cette victoire n’est effectivement pas décisive car l'armée de Bennigsen, très affaiblie, s’est retirée en bon ordre et n’a pas été réellement poursuivie du fait de l’état d’épuisement de l’armée française.

## Représentations en littérature

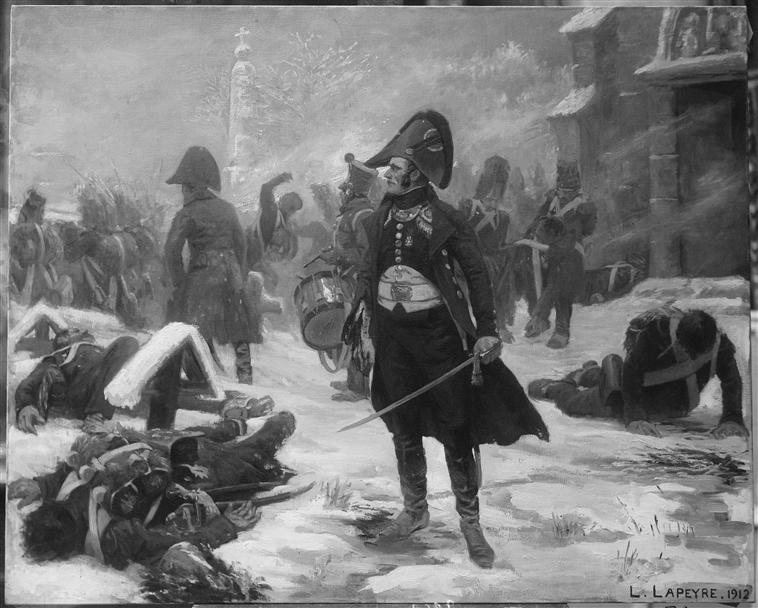
Le Capitaine Hugo à Eylau (Lucien Lapeyre, 1912).

Dès 1807, une chanson sur feuille volante est publiée en breton. Elle est signée François Guenveur, auteur de plusieurs poèmes célébrant les exploits de Napoléon. Il raconte de façon très réaliste la Bataille d'Eylau.
La bataille d'Eylau est l'argument du roman d'Honoré de Balzac, Le Colonel Chabert (1831) dont le héros éponyme décrit les horreurs. Personnage de fiction, Chabert, déclaré mort à la bataille d'Eylau lors de la grande charge de Murat, réapparaît à Paris sous la Restauration, au grand dam de sa femme qui a hérité sa fortune et s'est remariée.
Le poème Le Cimetière d'Eylau (1874) du recueil La Légende des siècles de Victor Hugo est dédié à son oncle, Louis-Joseph Hugo, capitaine au 55e de ligne.
Dans Le Matin d'Eylau (2015), Jacques Sudre termine son roman policier sur le champ de bataille et en donne ainsi une description des combats et de ses lendemains.
L'ouvrage de Jean-Paul Kauffmann, Outre-Terre (2016), sous-titré Le Voyage à Eylau, se déroule au cours de la célébration du bicentenaire de la bataille et se consacre à un parcours entre les différentes facettes culturelles (littérature, peinture, cinéma) de ce site, ainsi qu'aux épisodes militaires qui y ont eu lieu.

## Toponymie
À Paris, l'avenue et la villa d'Eylau rappellent le souvenir de cette bataille.

## Navires
- Eylau (1808), vaisseau de ligne de 80 canons de classe Bucentaure, est nommé en l'honneur de la bataille.

## Jeux de simulation historiques
- Eylau 1807 - Editions Cornejo
- Eylau 1807, de Frédéric Bey, série Jours de Gloire, Vae Victis no 77, 2007.
- We Are Napoléon, Jouer la bataille d'Eylau, Pousse-pion Éditions.
- Battles of Napoleon: Volume I – EYLAU 1807, de Uwe Walentin, Sound of Drums GmbH, 2024.
- Winter's Victory: The Battle of Preussisch-Eylau, 7-8 February 1807, de Mark Hinkle, New England Simulations, 2024.